# 飞行测试仪
飞行测试仪（Flight test instrumentation，缩写FTI）是在飞行测试期间飞机上安装的监测和记录仪器。这主要用于試驗機、原型机和军用或民用的研发型飞机，可以监测从特定部件温度到引擎速度等各种参数。监测到的数据可以在驾驶舱或机舱中显示，允许机组人员监测飞行中的飞机，并且数据通常会被以供之后的分析。

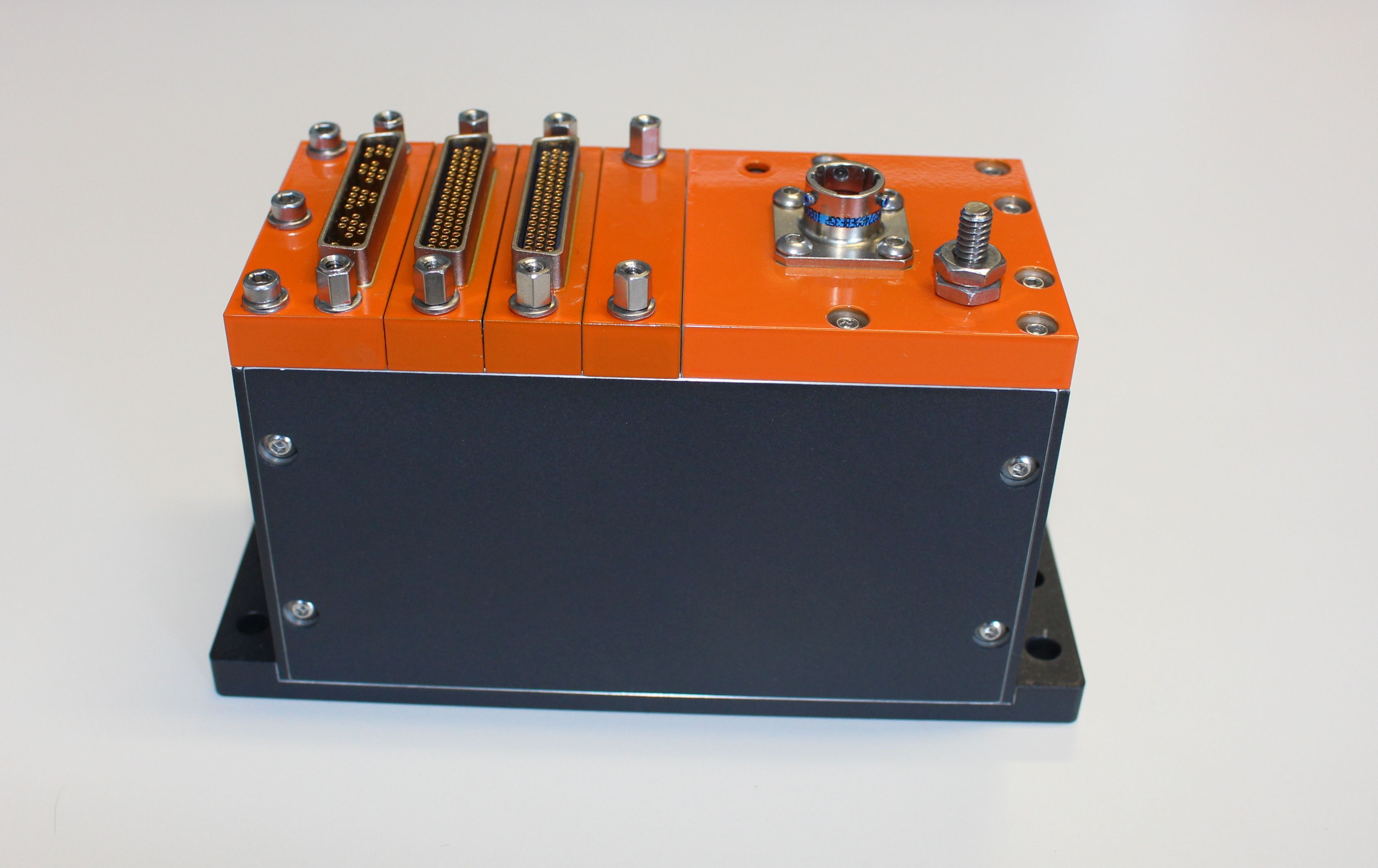
一个小型模块化数据采集单元

飞行测试仪监测的参数数量可能在10个到12万个参数不等，众多参数可能包含如货物内部的温度、机翼上的压力分布。飞行测试仪数据的来源可能是温度传感器、压力探头、电压、电流传感器、电位计、应变计、飞机数据总线、摄像头等。这些传感器可能被数字化并由数据采集系统采集。驾驶舱的音频录音也可能在监测范围内。飞行测试仪还可增加遥测发信器以允许地面站进行实时监控测试。
数据采集系统的核心部件是数据采集单元（DAU）。它们是与飞行测试仪信号源相连的电子盒，并通常被设计的坚固、可靠。目前的发展趋势是使这些单元尽量小并靠近传感器。这给数据采集机箱的设计人员带来了诸多挑战，例如如何应对不良环境，以及如何以小型设计保证功能。对最终用户来说，这意味着更短的接线、更好的精度和更容易的安装与维护。